# عين الدالية (العوامة)
عين الدالية هي إحدى مشيخات المملكة المغربية، تتبع جغرافيا لعمالة طنجة أصيلة وإداريًا لالعوامة. يقدر عدد سكانها بـ 3856 نسمة حسب الإحصاء الرسمي للسكان والسكنى لسنة 2004.وتوجد بها عائلات عريقة كعائلة آل مشلاح الحفناوي  بوقطيب